# John Cheever
John Cheever (Quincy, 27 de maio de 1912 – Ossining, 18 de junho de 1982), foi um escritor e contista americano. 
Dentre as suas obras mais famosas contam-se The Stories of John Cheever que recebeu o Prémio Pulitzer de Ficção em 1979 e Falconer.
Por vezes apelidado de "Chekhov dos subúrbios", a sua ficção utiliza como cenário o Upper East Side de Manhattan, os subúrbios de Westchester County, em Nova Iorque, e pequenas vilas e cidades de New England e South Shore, perto de Quincy, no Massachusetts, onde o escritor nasceu.
Cheever ficou conhecido pelos seus contos (incluindo "The Enormous Radio", "Goodbye, My Brother", "The Five-Forty-Eight", "The Country Husband" e "The Swimmer"), mas também escreveu romances, como The Wapshot Chronicle (National Book Award, 1958), The Wapshot Scandal (William Dean Howells Medal, 1965), Bullet Park, and Falconer.
A sua obra foca-se na dualidade da natureza humana: por vezes dramatizada como a disparidade entre a persona social conservadora dos personagens e a sua degradação interior, e por vezes como o conflito entre dois personagens (muitas vezes irmãos) que reflectem pólos contraditórios - luz e sombra, carne e espírito. Muitos dos seus livros exprimem também a nostalgia de um estilo de vida em extinção (tal como evocado pelo mítico St. Botolphs nos romances Wapshot), caracterizado por um profundo senso de comunidade e de tradições culturais, em oposição ao nomadismo alienante dos subúrbios. 
Uma compilação dos seus contos, The Stories of John Cheever, foi premiado com o Prémio Pulitzer de Ficção, em 1979, e com o National Book Critics Circle Award. Em 1982, seis semanas antes da sua morte, Cheever foi galardoado com a Medalha Nacional para Literatura pela American Academy of Arts and Letters.

## Biografia
John nasceu em Quincy, no estado de Massachusetts, em 1912. Era o segundo filho de Frederick Lincoln Cheever e Mary Liley Cheever. Seu pai era um próspero comerciante e John passou boa parte da infância em uma grande casa de estilo vitoriano no subúrbio. Na década de 1920, porém, as indústrias de calçado e têxteis da Nova Inglaterra começaram a perder importância. Frederick perdeu boa parte de sua fortuna e começou a beber em demasia. Para poder pagar as contas, Mary abriu uma lojinha de presentes no centro, o que foi visto como uma grande humilhação por seu pai.
Em 1926, John começou a frequentar a Thayer Academy, uma escola privada, mas seu desempenho foi ruim e ele enfim foi transferido para uma escola pública em 1928. Um ano depois ganhou seu primeiro concurso de contos, patrocinado pelo Boston Herald e assim foi convidado a retornar a Thayer como aluno especial em caráter experimental. Suas notas continuaram ruins, porém ele saiu da escola expulso por ter sido pego fumando nas dependências da escola.

## Morte
No verão de 1981, John descobriu um tumor no pulmão direito e em novembro daquele ano soube que o tumor tinha se espalhado para o fêmur, pélvis e bexiga. Seu último livro, Oh What a Paradise It Seems, foi publicado em março de 1982. O tratamento de câncer era bastante debilitante e ele morreu em 18 de junho de 1982, em Ossining, no estado de Nova York, aos 70 anos.
Ele foi sepultado no cemitério First Parish, em Norwell, Massachusetts.

## Na cultura popular
Foi interpretado pelo ator Gary Oldman no filme Parthenope, lançado em 2024, do diretor italiano Paolo Sorrentino.

## Obra
- The Way Some People Live (1943)
- The Enormous Radio and Other Stories (1953)
- Stories (with Jean Stafford, Daniel Fuchs, and William Maxwell) (1956)
- Crónica de Wapshot - no original The Wapshot Chronicle (1957)
- The Housebreaker of Shady Hill and Other Stories (1958)
- Some People, Places and Things That Will Not Appear In My Next Novel (1961)
- The Wapshot Scandal (1964)
- The Brigadier and the Golf Widow (1964)
- Bullet park - no original Bullet Park (1969)
- The World of Apples (1973)
- Falconer - no original Falconer (1977)
- The Stories of John Cheever (1978) - Prémio Pulitzer de Ficção (1979)
- Parece mesmo o paraíso - no original Oh, What a Paradise It Seems (1982)
- The Letters of John Cheever (edited by Benjamin Cheever) (1988)
- The Journals of John Cheever (1991)